# Carl Georg Rasmussen
Carl Georg Rasmussen er en ingeniør, der i 1980 opfandt den danske kabinecykel "Leitra". 
Carl Georg Rasmussen er uddannet ingeniør, og har en baggrund inden for konstruktion af svævefly. Har i en periode været ansat i Miljøministeriet og senere som leder af Informationssekretariatet på Danmarks Tekniske Universitet (DTU, dengang DTH). 
C.G. Rasmussen hører på verdensplan til en håndfuld pionerer inden for konstruktion af kabinecykler. Har gennem mere end 25 år fabrikeret "Leitra"-cyklen, der er solgt over det mest af Europa, USA og Nordamerika.